# Erythronium purpurascens
Erythronium purpurascens ist eine Pflanzenart aus der Gattung der Zahnlilien (Erythronium).

## Merkmale

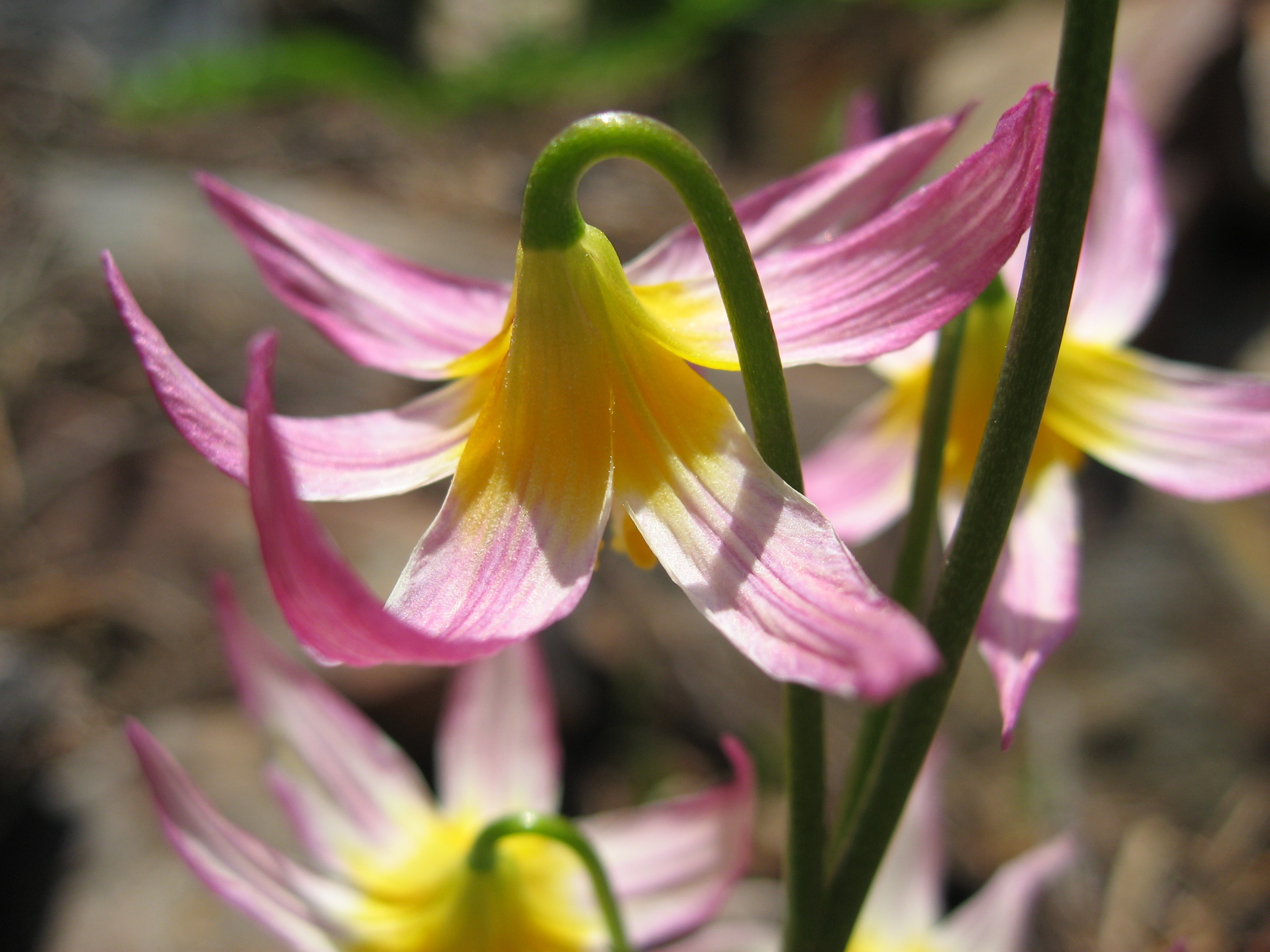
Ältere Blüte

Die Zwiebeln sind 25 bis 40 Millimeter groß und schlank. Die Blätter sind 6 bis 15 Zentimeter lang. Die Blattspreite ist grün und lanzettlich bis fast eiförmig. Der Blattrand ist mehr oder weniger stark gewellt. Der Schaft ist 7 bis 20 Zentimeter lang. Der Blütenstand ist ein- bis sechsblütig.
Die Blütenblätter sind 10 bis 20 Millimeter groß, lanzettlich und an ihrer Basis nicht geöhrt. Sie sind weiß gefärbt und im unteren Drittel leuchtend gelb, wenn sie älter werden, färben sie sich blassrosa-violett. Die inneren Blütenblätter sind breiter als die äußeren, an der Basis geöhrt und weniger als viermal so lang wie breit. Die Staubblätter sind 8 bis 12 Millimeter groß. Die Staubfäden sind schlank und gelb. Die Staubbeutel sind cremefarben bis gelb, die Griffel 4 bis 5 Millimeter lang und gelb. Die Narbe ist mehr oder weniger ungelappt. Die Kapseln sind 2 bis 4 Zentimeter lang und verkehrt-eiförmig.
Die Blütezeit liegt im Sommer, kurz nach der Schneeschmelze, von Juni bis August.

## Vorkommen
Erythronium purpurascens ist in Kalifornien endemisch. Die Art kommt in offenen Nadelwäldern, auf Wiesen und an felsigen Standorten in Höhenlagen von 1500 bis 2700 Meter vor.

## Belege
- Erythronium purpurascens in der Flora of North America (Zugriff am 31. Oktober 2010)